# Hydroeciodes ruxis
Hydroeciodes ruxis là một loài bướm đêm trong họ Noctuidae.